# Hatting (Tirol)
Hatting is een gemeente in het district Innsbruck Land van de Oostenrijkse deelstaat Tirol.
Hatting ligt in het Oberinntal, ongeveer achttien kilometer ten westen van Innsbruck, tussen Zirl en Telfs. In 1974 werd de gemeente bij de gemeente Inzing gevoegd, maar in 1993 werd het weer een zelfstandige gemeente. Hatting werd voor het eerst vermeld in de 11e eeuw en bestaat waarschijnlijk al sinds het begin van de Middeleeuwen. Het lag op de belangrijke zoutweg tussen Kematen en Telfs. Als gevolg van de nabijheid van Innsbruck is de bevolking van Hatting de afgelopen decennia sterk gegroeid. Naast de gelijknamige hoofdkern bestaat de gemeente uit de kernen Hattinger Berg en Schöfftal. Hatting heeft een treinstation aan de Arlbergspoorlijn.
Absam · Aldrans · Ampass · Axams · Baumkirchen · Birgitz · Ellbögen · Flaurling · Fritzens · Fulpmes · Gnadenwald · Götzens · Gries am Brenner · Gries im Sellrain · Grinzens · Gschnitz · Hall in Tirol · Hatting · Inzing · Kematen in Tirol · Kolsass · Kolsassberg · Lans · Leutasch · Matrei am Brenner · Mieders · Mils · Mutters · Natters · Navis · Neustift im Stubaital · Oberhofen im Inntal · Obernberg am Brenner · Oberperfuss · Patsch · Pettnau · Pfaffenhofen · Polling in Tirol · Ranggen · Reith bei Seefeld · Rinn · Rum · St. Sigmund im Sellrain · Scharnitz · Schmirn · Schönberg im Stubaital · Seefeld in Tirol · Sellrain · Sistrans · Steinach am Brenner · Telfes im Stubai · Telfs · Thaur · Trins · Tulfes · Unterperfuss · Vals · Völs · Volders · Wattenberg · Wattens · Wildermieming · Zirl
- Gemeinsame Normdatei: 407629-1
- Virtual International Authority File: 134639376